# Blackhill Enterprises
Blackhill Enterprises byla hudební společnost, kterou založili Andrew King, Peter Jenner a čtyři původní členové skupiny Pink Floyd (Syd Barrett, Nick Mason, Roger Waters a Richard Wright).
Blackhill Enterprises pořádali první „free koncerty“ v londýnském Hyde Parku.

## Hudebníci
- Pink Floyd
- Marc Bolan
- Edgar Broughton Band
- The Clash
- Ian Dury
- Roy Harper
- Alberto Y Lost Trios Paranoias